# Mid-American Conference

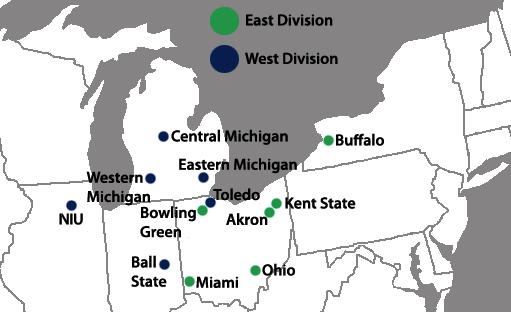
Lage der vollen MAC-Mitglieder

Die Mid-American Conference ist eine aus dreizehn Universitäten bestehende Liga für diverse Sportarten, die in der NCAA Division I spielen. Im College Football spielen die Teams in der NCAA Division I Football Bowl Subdivision (FBS, ehemals Division I-A).

## Geschichte
Die Liga wurde am 24. Februar 1946 als Verbund von fünf Universitäten in Columbus, Ohio gegründet. Der Hauptsitz befindet sich seit Juli 1999 in Cleveland, Ohio, zuvor befand sich der Sitz für fünfzehn Jahre in Toledo, Ohio.
Im März 2019 verkündete die MAC die Fusion mit der Eastern Wrestling League, was die MAC durch die Aufnahme sieben neuer Teams zur zweitgrößten Wrestling Conference des Landes wurde.

## Mitglieder

### Aktuelle Mitglieder
Die Mid-American Conference war von 1997 bis 2023 in Football-Divisionen unterteilt. Diese wurden ab 2024 abgeschafft.

#### Volle Mitgliedschaft
| Universität                                                    | Ort                      | Teamname                  | Beitritt   | Gründung | Trägerschaft | Studenten |
| -------------------------------------------------------------- | ------------------------ | ------------------------- | ---------- | -------- | ------------ | --------- |
| University of Akron                                            | Akron, Ohio              | Zips                      | 1992       | 1870     | staatlich    | 25.177    |
| Ball State University                                          | Muncie, Indiana          | Cardinals                 | 1973       | 1918     | staatlich    | 20.113    |
| Bowling Green State University                                 | Bowling Green, Ohio      | Falcons                   | 1952       | 1910     | staatlich    | 18.756    |
| University at Buffalo                                          | Buffalo, New York        | Bulls                     | 1998       | 1856     | staatlich    | 29.850    |
| Central Michigan University                                    | Mount Pleasant, Michigan | Chippewas                 | 1971       | 1892     | staatlich    | 27.693    |
| Eastern Michigan University                                    | Ypsilanti, Michigan      | Eagles                    | 1971       | 1849     | staatlich    | 22.974    |
| Kent State University                                          | Kent, Ohio               | Golden Flashes            | 1951       | 1910     | staatlich    | 30.067    |
| Miami University                                               | Oxford, Ohio             | RedHawks                  | 1947       | 1809     | staatlich    | 20.126    |
| Northern Illinois University                                   | DeKalb, Illinois         | Huskies                   | 1975, 1997 | 1895     | staatlich    | 25.313    |
| Ohio University                                                | Athens, Ohio             | Bobcats                   | 1946       | 1804     | staatlich    | 21.844    |
| University of Toledo                                           | Toledo, Ohio             | Rockets                   | 1950       | 1872     | staatlich    | 21.594    |
| University of Massachusetts Amherst (UMass oder Massachusetts) | Amherst, Massachusetts   | Minutemen und Minutewomen | 2025       | 1863     | staatlich    | 27.420    |
| Western Michigan University                                    | Kalamazoo, Michigan      | Broncos                   | 1947       | 1903     | staatlich    | 25.045    |

- Northern Illinois wird die MAC im Juli 2026 verlassen und sich für Football der Mountain West Conference und für die meisten anderen Sportarten der Horizon League anschließen.

#### Begrenzte Mitgliedschaft
Derzeit gibt es sechzehn Universitäten, deren Sportteams in der Regel in anderen Conferences spielen, jedoch auch mindestens eine in der Mid-American Conference.
| Universität                                         | Ort                           | Gründung | Beitritt | Trägerschaft | Studenten | Teamname       | Hauptconference | MAC Sportarten    |
| --------------------------------------------------- | ----------------------------- | -------- | -------- | ------------ | --------- | -------------- | --------------- | ----------------- |
| Appalachian State University                        | Boone, North Carolina         | 1899     | 2017     | Staatlich    | 19.089    | Mountaineers   | Sun Belt        | Feldhockey        |
| Bellarmine University                               | Louisville, Kentucky          | 1950     | 2021     | Privat       | 3.369     | Knights        | ASUN            | Feldhockey        |
| Bloomsburg University of Pennsylvania               | Bloomsburg, Pennsylvania      | 1839     | 2019     | Staatlich    | 9.950     | Huskies        | PSAC (Div. II)  | Ringen (Männer)   |
| Pennsylvania Western University Clarion (Clarion)   | Clarion, Pennsylvania         | 1867     | 2019     | Staatlich    | 5.225     | Golden Eagles  | PSAC (Div. II)  | Ringen (Männer)   |
| University of Delaware                              | Newark, Delaware              | 1743     | 2025     | Staatlich 1  | 23.774    | Blue Hens      | CUSA            | Rudern (Frauen)   |
| University of Detroit Mercy                         | Detroit, Michigan             | 1877     | 2020     | Privat       | 5.500     | Titans         | Horizon League  | Lacrosse (Frauen) |
| Pennsylvania Western University Edinboro (Edinboro) | Edinboro, Pennsylvania        | 1857     | 2019     | Staatlich    | 4.834     | Fighting Scots | PSAC (Div. II)  | Ringen (Männer)   |
| George Mason University                             | Fairfax County, Virginia      | 1949     | 2019     | Staatlich    | 35.047    | Patriots       | Atlantic 10     | Ringen (Männer)   |
| High Point University                               | High Point, North Carolina    | 1924     | 2025     | Privat       | 4.545     | Panthers       | Big South       | Rudern (Frauen)   |
| James Madison University                            | Harrisonburg, Virginia        | 1906     | 2024     | Staatlich    | 21.496    | Dukes          | Sun Belt        | Feldhockey        |
| Lock Haven University of Pennsylvania               | Lock Haven, Pennsylvania      | 1870     | 2019     | Staatlich    | 4.607     | Bald Eagles    | PSAC (Div. II)  | Ringen (Männer)   |
| Longwood University                                 | Farmville, Virginia           | 1839     | 2014     | Staatlich    | 4.800     | Lancers        | Big South       | Feldhockey        |
| Rider University                                    | Lawrence Township, New Jersey | 1865     | 2019     | Privat       | 5.400     | Broncs         | MAAC            | Ringen (Männer)   |
| Robert Morris University                            | Moon Township, Pennsylvania   | 1921     | 2020     | Privat       | 4.895     | Colonials      | Horizon League  | Lacrosse (Frauen) |
| Southern Illinois University Edwardsville           | Edwardsville, Illinois        | 1957     | 2018     | Staatlich    | 14.142    | Cougars        | Ohio Valley     | Ringen (Männer)   |
| Temple University                                   | Philadelphia, Pennsylvania    | 1884     | 2025 2   | Staatlich 3  | 37.365    | Owls           | American        | Rudern (Frauen)   |
| University of Illinois Chicago (UIC)                | Chicago, Illinois             | 1859     | 2023     | Staatlich    | 34.199    | Flames         | Missouri Valley | Tennis (Männer)   |
| Youngstown State University                         | Youngstown, Ohio              | 1908     | 2020     | Staatlich    | 15.058    | Penguins       | Horizon League  | Lacrosse (Frauen) |

1 Die University of Delaware ist als „privately governed, state-assisted“ (deutsch: „privat verwaltete, staatlich unterstützte“) Einrichtung anerkannt.

2 Die Temple University war von 2007 bis 2012 (Saison 2007 bis 2011) nur Mitglied im Football.

3 Als Mitglied des Commonwealth System of Higher Education wird Temple privat verwaltet, aber vom Bundesstaat Pennsylvania finanziert. Dieser Status ähnelt dem der University of Delaware.

### Ehemalige Mitglieder

#### Volle Mitgliedschaft
| Universität                | Ort                       | Gründung | Beitritt   | Austritt   | Trägerschaft | Studenten | Teamname        | Derzeitige Conference |
| -------------------------- | ------------------------- | -------- | ---------- | ---------- | ------------ | --------- | --------------- | --------------------- |
| Butler University          | Indianapolis, Indiana     | 1855     | 1946       | 1949       | Privat       | 4.667     | Bulldogs        | Big East              |
| University of Cincinnati   | Cincinnati, Ohio          | 1819     | 1946       | 1953       | Staatlich    | 41.357    | Bearcats        | Big 12                |
| Marshall University        | Huntington, West Virginia | 1837     | 1954, 1997 | 1969, 2005 | Staatlich    | 13.971    | Thundering Herd | Sun Belt              |
| Wayne State University     | Detroit, Michigan         | 1868     | 1946       | 1947       | Staatlich    | 30.909    | Tartars         | GLIAC (Division II)   |
| Western Reserve University | Cleveland, Ohio           | 1826     | 1946       | 1955       | Privat       | 10.331    | Red Cats        | UAA (Division III)    |

#### Begrenzte Mitgliedschaft
| Universität                                                 | Ort                        | Gründung | Beitritt | Austritt | Trägerschaft | Studenten | Teamname       | Derzeitige Main-Conference   | Derzeitige Conference (MAC Sport) | MAC Sport          |
| ----------------------------------------------------------- | -------------------------- | -------- | -------- | -------- | ------------ | --------- | -------------- | ---------------------------- | --------------------------------- | ------------------ |
| Binghamton University                                       | Vestal, New York           | 1946     | 2014     | 2023     | Staatlich    | 27.459    | Bearcats       | America East                 | NEC                               | Tennis (Männer)    |
| Chicago State University                                    | Chicago, Illinois          | 1867     | 2007     | 2013     | Staatlich    | 2.317     | Cougars        | NEC                          | NEC                               | Tennis (Männer)    |
| Chicago State University                                    | Chicago, Illinois          | 1867     | 2022     | 2023     | Staatlich    | 2.317     | Cougars        | NEC                          | NEC                               | Fußball (Männer)   |
| Cleveland State University                                  | Cleveland, Ohio            | 1964     | 2019     | 2025     | Staatlich    | 14.160    | Vikings        | Horizon League               | Ringen-Mannschaft eingestellt     | Ringen (Männer)    |
| University of Evansville                                    | Evansville, Indiana        | 1854     | 2009     | 2024     | Privat       | 3.050     | Purple Aces    | Missouri Valley              | Missouri Valley                   | Schwimmen (Männer) |
| Florida Atlantic University                                 | Boca Raton, Florida        | 1961     | 2008     | 2013     | Staatlich    | 26.245    | Owls           | American                     | American                          | Fußball (Männer)   |
| Georgia Southern University                                 | Statesboro, Georgia        | 1906     | 2021     | 2022     | Staatlich    | 27.459    | Eagles         | Sun Belt                     | Sun Belt                          | Fußball (Männer)   |
| Georgia State University                                    | Atlanta, Georgia           | 1913     | 2021     | 2022     | Staatlich    | 53.619    | Eagles         | Sun Belt                     | Sun Belt                          | Fußball (Männer)   |
| Hartwick College                                            | Oneonta, New York          | 1797     | 2007     | 2014     | Privat       | 1.520     | Hawks          | Empire 8 (NCAA Division III) | Empire 8 (NCAA Division III)      | Fußball (Männer)   |
| Indiana University – Purdue University Fort Wayne (IPFW) 1  | Fort Wayne, Indiana        | 1917     | 2002     | 2007     | Staatlich    | 14.326    | Mastodons      | Horizon League               | Horizon League                    | Tennis (Männer)    |
| Indiana University – Purdue University Fort Wayne (IPFW) 1  | Fort Wayne, Indiana        | 1917     | 2005     | 2007     | Staatlich    | 14.326    | Mastodons      | Horizon League               | Horizon League                    | Fußball (Männer)   |
| University of Kentucky                                      | Lexington, Kentucky        | 1865     | 1995     | 2005     | Staatlich    | 28.094    | Wildcats       | SEC                          | Sun Belt                          | Fußball (Männer)   |
| University of Louisville                                    | Louisville, Kentucky       | 1798     | 1994     | 2005     | Staatlich    | 22.293    | Cardinals      | ACC                          | ACC                               | Feldhockey         |
| University of Missouri                                      | Columbia, Missouri         | 1839     | 2012     | 2021     | Staatlich    | 34.255    | Tigers         | SEC                          | Big 12                            | Ringen (Männer)    |
| Missouri State University                                   | Springfield, Missouri      | 1905     | 2005     | 2017     | Staatlich    | 21.425    | Lady Bears     | MVC (CUSA ab 2025)           | Feldhockey-Mannschaft eingestellt | Feldhockey         |
| Missouri State University                                   | Springfield, Missouri      | 1905     | 2009     | 2024     | Staatlich    | 21.425    | Bears          | MVC (CUSA ab 2025)           | MVC (CUSA ab 2025)                | Schwimmen (Männer) |
| University of Northern Iowa                                 | Cedar Falls, Iowa          | 1876     | 2012     | 2017     | Staatlich    | 13.080    | Panthers       | MVC                          | Big 12                            | Ringen (Männer)    |
| Old Dominion University                                     | Norfolk, Virginia          | 1930     | 2013     | 2020     | Staatlich    | 24.730    | Monarchs       | Sun Belt                     | Ringen-Mannschaft eingestellt     | Ringen (Männer)    |
| Southern Illinois University Edwardsville (SIUE)            | Edwardsville, Illinois     | 1957     | 2017     | 2021     | Staatlich    | 12.860    | Cougars        | OVC                          | OVC                               | Fußball (Männer)   |
| Southern Illinois University Carbondale (Southern Illinois) | Carbondale, Illinois       | 1869     | 2009     | 2024     | Staatlich    | 17.964    | Salukis        | Missouri Valley              | Missouri Valley                   | Schwimmen (Männer) |
| Temple University                                           | Philadelphia, Pennsylvania | 1884     | 2007     | 2012     | Staatlich    | 37.696    | Owls           | American                     | American                          | American Football  |
| University of Central Florida (UCF)                         | Orlando, Florida           | 1963     | 2002     | 2005     | Staatlich    | 58.698    | Golden Knights | Big 12                       | Big 12                            | American Football  |
| University of Illinois Chicago (UIC)                        | Chicago, Illinois          | 1859     | 2022     | 2024     | Staatlich    | 34.199    | Flames         | Missouri Valley              | Missouri Valley                   | Schwimmen (Männer) |
| University of Massachusetts (UMass)                         | Amherst, Massachusetts     | 1863     | 2013     | 2015     | Staatlich    | 27.062    | Minutemen      | MAC                          | MAC                               | American Football  |
| Valparaiso University                                       | Valparaiso, Indiana        | 1859     | 2021     | 2024     | Privat       | 4.500     | Beacons        | Missouri Valley              | Missouri Valley                   | Schwimmen (Männer) |
| West Virginia University                                    | Morgantown, West Virginia  | 1867     | 2012     | 2022     | Staatlich    | 26.269    | Mountaineers   | Big 12                       | Sun Belt                          | Fußball (Männer)   |

1 IPFW wurde nach dem Studienjahr 2017/18 aufgelöst und durch separate Institutionen ersetzt, die den Systemen der Indiana University und der Purdue University angeschlossen sind. Das IPFW-Sportprogramm wurde an die neue Purdue University Fort Wayne übertragen.
- SIU Edwardsville ist weiterhin ein MAC-Mitglied im Männer-Ringen.
- UIC ist weiterhin ein MAC-Mitglied im Männer-Tennis.

## Spielstätten der Conference
Ausscheidendes Mitglied in Rosa.
| Universität       | Footballstadion                  | Kapazität | Bild                             | Basketballstadion                        | Kapazität | Bild                                     |
| ----------------- | -------------------------------- | --------- | -------------------------------- | ---------------------------------------- | --------- | ---------------------------------------- |
| Akron             | InfoCision Stadium – Summa Field | 27.000    | InfoCision Stadium – Summa Field | James A. Rhodes Arena                    | 5.500     | James A. Rhodes Arena                    |
| Ball State        | Scheumann Stadium                | 25.400    |                                  | John E. Worthen Arena                    | 11.500    |                                          |
| Bowling Green     | Doyt Perry Stadium               | 23.724    | Doyt Perry Stadium               | Stroh Center                             | 4.387     | Stroh Center                             |
| Buffalo           | University at Buffalo Stadium    | 31.000    | University at Buffalo Stadium    | Alumni Arena                             | 6.100     | Alumni Arena                             |
| Central Michigan  | Kelly/Shorts Stadium             | 30.255    | Kelly/Shorts Stadium             | McGuirk Arena                            | 5.300     |                                          |
| Eastern Michigan  | Rynearson Stadium                | 30.200    | Rynearson Stadium                | George Gervin GameAbove Center           | 8.800     | Convocation Center                       |
| Kent State        | Dix Stadium                      | 20.500    | Dix Stadium                      | Memorial Athletic and Convocation Center | 6.327     | Memorial Athletic and Convocation Center |
| Miami             | Yager Stadium                    | 24.286    | Yager Stadium                    | Millett Hall                             | 9.200     | Millett Hall                             |
| Northern Illinois | Brigham Field at Huskie Stadium  | 31.000    | Huskie Stadium                   | Convocation Center                       | 10.000    | Convocation Center                       |
| Ohio              | Peden Stadium                    | 24.000    | Peden Stadium                    | Convocation Center                       | 13.080    | Convocation Center                       |
| Toledo            | Glass Bowl                       | 26.248    | Glass Bowl                       | Savage Arena                             | 7.300     | Savage Arena                             |
| UMass             | Warren McGuirk Alumni Stadium    | 17.000    |                                  | Mullins Center                           | 9.493     |                                          |
| Western Michigan  | Waldo Stadium                    | 30.200    | Waldo Stadium                    | University Arena                         | 5.421     |                                          |

## Sportarten

### Männer
| Universität      | Baseball                              | Basketball                  | Crosslauf                             | American Football           | Golf                                  | Fußball                               | Schwimmen                             | Tennis                                | Leichtathletik (Halle)                | Leichtathletik                        | Ringen                                | Gesamt |
| ---------------- | ------------------------------------- | --------------------------- | ------------------------------------- | --------------------------- | ------------------------------------- | ------------------------------------- | ------------------------------------- | ------------------------------------- | ------------------------------------- | ------------------------------------- | ------------------------------------- | ------ |
| Akron            | Grünes Häkchensymbol für ja           | Grünes Häkchensymbol für ja | Rotes X oder Kreuzchensymbol für nein | Grünes Häkchensymbol für ja | Rotes X oder Kreuzchensymbol für nein | Grünes Häkchensymbol für ja           | Rotes X oder Kreuzchensymbol für nein | Rotes X oder Kreuzchensymbol für nein | Grünes Häkchensymbol für ja           | Grünes Häkchensymbol für ja           | Rotes X oder Kreuzchensymbol für nein | 6      |
| Ball State       | Grünes Häkchensymbol für ja           | Grünes Häkchensymbol für ja | Rotes X oder Kreuzchensymbol für nein | Grünes Häkchensymbol für ja | Grünes Häkchensymbol für ja           | Rotes X oder Kreuzchensymbol für nein | Grünes Häkchensymbol für ja           | Grünes Häkchensymbol für ja           | Rotes X oder Kreuzchensymbol für nein | Rotes X oder Kreuzchensymbol für nein | Rotes X oder Kreuzchensymbol für nein | 6      |
| Bowling Green    | Grünes Häkchensymbol für ja           | Grünes Häkchensymbol für ja | Grünes Häkchensymbol für ja           | Grünes Häkchensymbol für ja | Grünes Häkchensymbol für ja           | Grünes Häkchensymbol für ja           | Rotes X oder Kreuzchensymbol für nein | Rotes X oder Kreuzchensymbol für nein | Rotes X oder Kreuzchensymbol für nein | Rotes X oder Kreuzchensymbol für nein | Rotes X oder Kreuzchensymbol für nein | 6      |
| Buffalo          | Rotes X oder Kreuzchensymbol für nein | Grünes Häkchensymbol für ja | Grünes Häkchensymbol für ja           | Grünes Häkchensymbol für ja | Rotes X oder Kreuzchensymbol für nein | Rotes X oder Kreuzchensymbol für nein | Rotes X oder Kreuzchensymbol für nein | Grünes Häkchensymbol für ja           | Grünes Häkchensymbol für ja           | Grünes Häkchensymbol für ja           | Grünes Häkchensymbol für ja           | 7      |
| Central Michigan | Grünes Häkchensymbol für ja           | Grünes Häkchensymbol für ja | Grünes Häkchensymbol für ja           | Grünes Häkchensymbol für ja | Rotes X oder Kreuzchensymbol für nein | Rotes X oder Kreuzchensymbol für nein | Rotes X oder Kreuzchensymbol für nein | Rotes X oder Kreuzchensymbol für nein | Rotes X oder Kreuzchensymbol für nein | Rotes X oder Kreuzchensymbol für nein | Grünes Häkchensymbol für ja           | 5      |
| Eastern Michigan | Grünes Häkchensymbol für ja           | Grünes Häkchensymbol für ja | Grünes Häkchensymbol für ja           | Grünes Häkchensymbol für ja | Grünes Häkchensymbol für ja           | Rotes X oder Kreuzchensymbol für nein | Rotes X oder Kreuzchensymbol für nein | Rotes X oder Kreuzchensymbol für nein | Grünes Häkchensymbol für ja           | Grünes Häkchensymbol für ja           | Rotes X oder Kreuzchensymbol für nein | 7      |
| Kent State       | Grünes Häkchensymbol für ja           | Grünes Häkchensymbol für ja | Grünes Häkchensymbol für ja           | Grünes Häkchensymbol für ja | Grünes Häkchensymbol für ja           | Rotes X oder Kreuzchensymbol für nein | Rotes X oder Kreuzchensymbol für nein | Rotes X oder Kreuzchensymbol für nein | Grünes Häkchensymbol für ja           | Grünes Häkchensymbol für ja           | Grünes Häkchensymbol für ja           | 8      |
| Miami            | Grünes Häkchensymbol für ja           | Grünes Häkchensymbol für ja | Grünes Häkchensymbol für ja           | Grünes Häkchensymbol für ja | Grünes Häkchensymbol für ja           | Rotes X oder Kreuzchensymbol für nein | Grünes Häkchensymbol für ja           | Rotes X oder Kreuzchensymbol für nein | Rotes X oder Kreuzchensymbol für nein | Grünes Häkchensymbol für ja           | Rotes X oder Kreuzchensymbol für nein | 7      |
| NIU              | Grünes Häkchensymbol für ja           | Grünes Häkchensymbol für ja | Rotes X oder Kreuzchensymbol für nein | Grünes Häkchensymbol für ja | Grünes Häkchensymbol für ja           | Grünes Häkchensymbol für ja           | Rotes X oder Kreuzchensymbol für nein | Grünes Häkchensymbol für ja           | Rotes X oder Kreuzchensymbol für nein | Rotes X oder Kreuzchensymbol für nein | Grünes Häkchensymbol für ja           | 7      |
| Ohio             | Grünes Häkchensymbol für ja           | Grünes Häkchensymbol für ja | Grünes Häkchensymbol für ja           | Grünes Häkchensymbol für ja | Grünes Häkchensymbol für ja           | Rotes X oder Kreuzchensymbol für nein | Rotes X oder Kreuzchensymbol für nein | Rotes X oder Kreuzchensymbol für nein | Rotes X oder Kreuzchensymbol für nein | Rotes X oder Kreuzchensymbol für nein | Grünes Häkchensymbol für ja           | 6      |
| Toledo           | Grünes Häkchensymbol für ja           | Grünes Häkchensymbol für ja | Grünes Häkchensymbol für ja           | Grünes Häkchensymbol für ja | Grünes Häkchensymbol für ja           | Rotes X oder Kreuzchensymbol für nein | Rotes X oder Kreuzchensymbol für nein | Grünes Häkchensymbol für ja           | Rotes X oder Kreuzchensymbol für nein | Rotes X oder Kreuzchensymbol für nein | Rotes X oder Kreuzchensymbol für nein | 6      |
| Western Michigan | Grünes Häkchensymbol für ja           | Grünes Häkchensymbol für ja | Rotes X oder Kreuzchensymbol für nein | Grünes Häkchensymbol für ja | Rotes X oder Kreuzchensymbol für nein | Grünes Häkchensymbol für ja           | Rotes X oder Kreuzchensymbol für nein | Grünes Häkchensymbol für ja           | Rotes X oder Kreuzchensymbol für nein | Rotes X oder Kreuzchensymbol für nein | Rotes X oder Kreuzchensymbol für nein | 5      |
| Gesamt           | 11                                    | 12                          | 8                                     | 12                          | 8                                     | 4+2                                   | 2+3                                   | 5+1                                   | 4                                     | 5                                     | 5+9                                   | 76+15  |

### Frauen
| Universität      | Basketball                  | Crosslauf                   | Feldhockey                            | Golf                                  | Gymnastik                             | Fußball                     | Lacrosse                              | Softball                              | Schwimmen                             | Tennis                                | Leichtathletik (Halle)      | Leichtathletik              | Volleyball                  | Gesamt |
| ---------------- | --------------------------- | --------------------------- | ------------------------------------- | ------------------------------------- | ------------------------------------- | --------------------------- | ------------------------------------- | ------------------------------------- | ------------------------------------- | ------------------------------------- | --------------------------- | --------------------------- | --------------------------- | ------ |
| Akron            | Grünes Häkchensymbol für ja | Grünes Häkchensymbol für ja | Rotes X oder Kreuzchensymbol für nein | Grünes Häkchensymbol für ja           | Rotes X oder Kreuzchensymbol für nein | Grünes Häkchensymbol für ja | Grünes Häkchensymbol für ja           | Grünes Häkchensymbol für ja           | Grünes Häkchensymbol für ja           | Rotes X oder Kreuzchensymbol für nein | Grünes Häkchensymbol für ja | Grünes Häkchensymbol für ja | Grünes Häkchensymbol für ja | 10     |
| Ball State       | Grünes Häkchensymbol für ja | Grünes Häkchensymbol für ja | Grünes Häkchensymbol für ja           | Grünes Häkchensymbol für ja           | Grünes Häkchensymbol für ja           | Grünes Häkchensymbol für ja | Rotes X oder Kreuzchensymbol für nein | Grünes Häkchensymbol für ja           | Grünes Häkchensymbol für ja           | Grünes Häkchensymbol für ja           | Grünes Häkchensymbol für ja | Grünes Häkchensymbol für ja | Grünes Häkchensymbol für ja | 12     |
| Bowling Green    | Grünes Häkchensymbol für ja | Grünes Häkchensymbol für ja | Rotes X oder Kreuzchensymbol für nein | Grünes Häkchensymbol für ja           | Grünes Häkchensymbol für ja           | Grünes Häkchensymbol für ja | Rotes X oder Kreuzchensymbol für nein | Grünes Häkchensymbol für ja           | Grünes Häkchensymbol für ja           | Grünes Häkchensymbol für ja           | Grünes Häkchensymbol für ja | Grünes Häkchensymbol für ja | Grünes Häkchensymbol für ja | 11     |
| Buffalo          | Grünes Häkchensymbol für ja | Grünes Häkchensymbol für ja | Rotes X oder Kreuzchensymbol für nein | Rotes X oder Kreuzchensymbol für nein | Rotes X oder Kreuzchensymbol für nein | Grünes Häkchensymbol für ja | Rotes X oder Kreuzchensymbol für nein | Grünes Häkchensymbol für ja           | Grünes Häkchensymbol für ja           | Grünes Häkchensymbol für ja           | Grünes Häkchensymbol für ja | Grünes Häkchensymbol für ja | Grünes Häkchensymbol für ja | 9      |
| Central Michigan | Grünes Häkchensymbol für ja | Grünes Häkchensymbol für ja | Grünes Häkchensymbol für ja           | Grünes Häkchensymbol für ja           | Grünes Häkchensymbol für ja           | Grünes Häkchensymbol für ja | Grünes Häkchensymbol für ja           | Grünes Häkchensymbol für ja           | Rotes X oder Kreuzchensymbol für nein | Rotes X oder Kreuzchensymbol für nein | Grünes Häkchensymbol für ja | Grünes Häkchensymbol für ja | Grünes Häkchensymbol für ja | 11     |
| Eastern Michigan | Grünes Häkchensymbol für ja | Grünes Häkchensymbol für ja | Rotes X oder Kreuzchensymbol für nein | Grünes Häkchensymbol für ja           | Grünes Häkchensymbol für ja           | Grünes Häkchensymbol für ja | Rotes X oder Kreuzchensymbol für nein | Rotes X oder Kreuzchensymbol für nein | Grünes Häkchensymbol für ja           | Grünes Häkchensymbol für ja           | Grünes Häkchensymbol für ja | Grünes Häkchensymbol für ja | Grünes Häkchensymbol für ja | 10     |
| Kent State       | Grünes Häkchensymbol für ja | Grünes Häkchensymbol für ja | Grünes Häkchensymbol für ja           | Grünes Häkchensymbol für ja           | Grünes Häkchensymbol für ja           | Grünes Häkchensymbol für ja | Grünes Häkchensymbol für ja           | Grünes Häkchensymbol für ja           | Rotes X oder Kreuzchensymbol für nein | Rotes X oder Kreuzchensymbol für nein | Grünes Häkchensymbol für ja | Grünes Häkchensymbol für ja | Grünes Häkchensymbol für ja | 11     |
| Miami            | Grünes Häkchensymbol für ja | Grünes Häkchensymbol für ja | Grünes Häkchensymbol für ja           | Rotes X oder Kreuzchensymbol für nein | Rotes X oder Kreuzchensymbol für nein | Grünes Häkchensymbol für ja | Rotes X oder Kreuzchensymbol für nein | Grünes Häkchensymbol für ja           | Grünes Häkchensymbol für ja           | Grünes Häkchensymbol für ja           | Grünes Häkchensymbol für ja | Grünes Häkchensymbol für ja | Grünes Häkchensymbol für ja | 10     |
| NIU              | Grünes Häkchensymbol für ja | Grünes Häkchensymbol für ja | Rotes X oder Kreuzchensymbol für nein | Grünes Häkchensymbol für ja           | Grünes Häkchensymbol für ja           | Grünes Häkchensymbol für ja | Rotes X oder Kreuzchensymbol für nein | Grünes Häkchensymbol für ja           | Rotes X oder Kreuzchensymbol für nein | Grünes Häkchensymbol für ja           | Grünes Häkchensymbol für ja | Grünes Häkchensymbol für ja | Grünes Häkchensymbol für ja | 10     |
| Ohio             | Grünes Häkchensymbol für ja | Grünes Häkchensymbol für ja | Grünes Häkchensymbol für ja           | Grünes Häkchensymbol für ja           | Rotes X oder Kreuzchensymbol für nein | Grünes Häkchensymbol für ja | Rotes X oder Kreuzchensymbol für nein | Grünes Häkchensymbol für ja           | Grünes Häkchensymbol für ja           | Rotes X oder Kreuzchensymbol für nein | Grünes Häkchensymbol für ja | Grünes Häkchensymbol für ja | Grünes Häkchensymbol für ja | 10     |
| Toledo           | Grünes Häkchensymbol für ja | Grünes Häkchensymbol für ja | Rotes X oder Kreuzchensymbol für nein | Grünes Häkchensymbol für ja           | Rotes X oder Kreuzchensymbol für nein | Grünes Häkchensymbol für ja | Rotes X oder Kreuzchensymbol für nein | Grünes Häkchensymbol für ja           | Grünes Häkchensymbol für ja           | Grünes Häkchensymbol für ja           | Grünes Häkchensymbol für ja | Grünes Häkchensymbol für ja | Grünes Häkchensymbol für ja | 10     |
| Western Michigan | Grünes Häkchensymbol für ja | Grünes Häkchensymbol für ja | Rotes X oder Kreuzchensymbol für nein | Grünes Häkchensymbol für ja           | Grünes Häkchensymbol für ja           | Grünes Häkchensymbol für ja | Rotes X oder Kreuzchensymbol für nein | Grünes Häkchensymbol für ja           | Rotes X oder Kreuzchensymbol für nein | Grünes Häkchensymbol für ja           | Grünes Häkchensymbol für ja | Grünes Häkchensymbol für ja | Grünes Häkchensymbol für ja | 10     |
| Gesamt           | 12                          | 12                          | 5+2                                   | 10                                    | 7                                     | 12                          | 3+3                                   | 11                                    | 8                                     | 7                                     | 12                          | 12                          | 12                          | 120+5  |

- Der MAC wird Frauen-Rudern in der Saison 2026 (2025–2026 akademisches Jahr) mit sechs Mitgliedern hinzufügen – den Vollmitgliedern Eastern Michigan, Toledo und UMass sowie den assoziierten Mitgliedern Delaware, High Point und Temple. Toledo wird in der Saison 2026 Frauen-Rudern hinzufügen.[4]